# Gary Rossington
Gary Robert Rossington (Jacksonville, 4 de diciembre de 1951-5 de marzo de 2023) fue un compositor, guitarrista rítmico y solista estadounidense. Fue uno de los miembros fundadores de la banda de rock sureño Lynyrd Skynyrd. También es fundador de Rossington Collins Band junto con su compañero de Lynyrd Skynyrd Allen Collins.

## Biografía
Rossington formó la banda con sus amigos Ronnie Van Zant, Allen Collins, Larry Junstrom y Bob Burns en el verano de 1964. Lynyrd Skynyrd ganó popularidad en 1973 con la edición de su primer álbum (Pronounced 'leh-'nérd 'skin-'nérd) y su éxito «Free Bird».
Sus deberes como guitarrista rítmico y solista han dejado muchos pasajes memorables en la historia del rock, incluyendo «Tuesday's Gone» o el slide de «Free Bird». Rossington también compuso la guitarra de «Simple Man».
En septiembre de 1976, Rossington estuvo implicado en un accidente de coche. Compró un coche nuevo y se estrelló contra un roble. Conducía bajo los efectos de las drogas y el alcohol. La banda estaba a punto de salir de gira en un par de días, pero tuvieron que posponerlo a causa del accidente de Rossington. Los miembros de la banda estaban decepcionados por Rossington y le multaron con 5000 dólares por el retraso que produjo en la agenda de la gira. Ronnie Van Zant y Allen Collins escribieron la canción «That Smell» basándose en el accidente de coche y en la influencia de los efectos de las drogas y el alcohol en Rossington. La canción se convirtió en un éxito masivo entre los fanes de Lynyrd Skynyrd. Tras el incidente, Van Zant se dio cuenta de lo mucho que las drogas y el alcohol estaban afectando a la banda y reforzó un estricto rol de 'NO DROGAS/ALCOHOL' durante las giras futuras del grupo.
Rossington fue uno de los seis miembros que sobrevivieron el 20 de octubre de 1977 al accidente de avión cerca de Gillsburg, Misisipi que se llevó las vidas de Ronnie Van Zant, el guitarrista Steve Gaines, la corista Cassie Gaines (hermana de Steve) y otras tres personas. A pesar de romperse ambos brazos, piernas, tobillos, muñecas y la pelvis, Rossington finalmente se recuperó de sus heridas y volvió a tocar otra vez (aunque con placas de metal en su brazo derecho y en una de sus piernas).
En 1980, Rossington cofundó The Rossington Collins Band con Allen Collins. La banda sacó dos álbumes antes de disolverse en 1982 tras la muerte de la esposa de Allen Collins, Kathy.
Su proyecto paralelo, The Rossington Band, teloneó a Lynyrd Skynyrd durante su tour de reunión de 1987-88. The Rossington Band ha editado los álbumes Returned to the Scene of the Crime en 1986 y Love Your Man en 1988.
Él y su esposa, Dale Krantz-Rossington, tienen dos hijas, Mary y Annie. Rossington y su mujer no pudieron asistir al Gimme Three Days Cruise en enero de 2007 por enfermedad. Gary tuvo un problema cardíaco que fue operado exitosamente. También padece dolores en sus piernas bastante severos desde su accidente de avión de 1977.
El fabricante de guitarras Gibson editó en 2002 un modelo Signature dedicado a Rossington. Es una imitación de su guitarra original, una Les Paul de 1959 con pastillas '57 Classic, que incluye reproducciones del envejecimiento y de sus desgastes por el uso. Es una edición limitada a 250 unidades. Las 75 primeras tienen el diapasón de palosanto de Brasil; el resto tienen diapasón de palosanto de la India.

## Fallecimiento
Rossington sufrió un infarto el 8 de octubre de 2015, tras lo cual hubo que cancelar dos conciertos de Lynyrd Skynyrd. En julio de 2021, se sometió a una cirugía cardíaca de emergencia. El 5 de marzo de 2023 se anunció a través de la página de Facebook de la banda que Gary había fallecido. Tenía 71 años.